# 銼柯氏鰍
銼柯氏鰍為輻鰭魚綱鯉形目鰍科的其中一種，為熱帶淡水魚，分布於亞洲馬來西亞淡水流域，體長可達4公分，棲息在底層水域，生活習性不明。

## 扩展阅读
維基物種上的相關：銼柯氏鰍